# Erichshof
Erichshof ist ein Ortsteil der Gemeinde Weyhe im niedersächsischen Landkreis Diepholz. Am 31. Dezember 2005 hatte Erichshof 2.428 Einwohner, 2019 waren es 2.472.

## Geografie

### Lage
Erichshof liegt im westlichen Bereich der Gemeinde Weyhe zu beiden Seiten der Bundesstraße 6.

### Nachbargemeinden
Nachbarorte sind – von Norden aus im Uhrzeigersinn – der Stuhrer Ortsteil Brinkum, der Weyher Ortsteil Leeste und der Stuhrer Ortsteil Seckenhausen.

## Geschichte
Erichshof wurde 1565 mit der Anlegung des Vorwerks 'Erichs Hof' erstmals erwähnt. Der Name 'Erichs Hof' wurde zu Ehren Graf Erichs von Hoya gewählt, als die Grafen von Hoya ein neues Vorwerk im Amt Syke anlegten. Hier mussten anschließend die Leester und Brinkumer Höfe ihre Abgaben abliefern.
1790 wurde das Vorwerk vereinzelt und 30 Siedlerstellen ('Colonen') in der „Colonie Erichshof“ vergeben.
Seit 1928 ist Erichshof Teil der Gemeinde Leeste. Bis dahin war die Gemeinde Erichshof selbständig.
Nach dem Zweiten Weltkrieg entstanden in Erichshof viele neue Siedlungen. Die Einwohnerzahl wuchs rapide von unter 500 (1925) auf über 2500 (2009).
Bis zum 1. März 1974 gehörte Erichshof zusammen mit Leeste, Hörden, Angelse, Hagen und Melchiorshausen zur bis dahin selbstständigen Gemeinde Leeste. Dann wurden die Gemeinden Kirchweyhe, Sudweyhe und Leeste zur Einheitsgemeinde Weyhe zusammengefasst.
Von 1858 bis 1922 stand in Erichshof an der Chaussee (heutige B6) eine Holländer-Windmühle, die der Zimmermeister Gerd Dunkhase errichtet hatte. Sie mahlte Tierknochen zu Knochenmehl, das als Dünger auf die Felder ausgebracht wurde. Die Mühle brannte 1922 vollständig ab und wurde nicht wieder aufgebaut.

## Baudenkmale

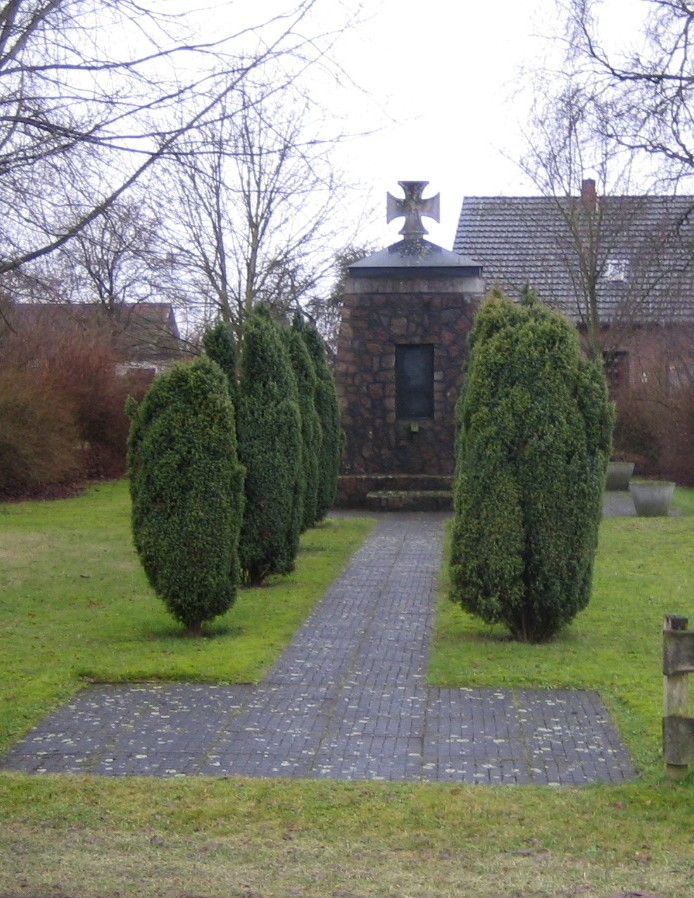
Kriegerdenkmal in Erichshof (2011)

In der Liste der Baudenkmale in Weyhe ist für Erichshof das Kriegerdenkmal als einziges Baudenkmal aufgeführt.